# Pentàedre
Un pentàedre o pentaedre (ambdues variants són acceptades) és un políedre que té cinc cares. Atès que no hi ha cap políedre cara-transitiu de cinc costat i que hi han dues formes topològiques diferents, aquesta forma és menys popular que el tetràedre o l'octàedre.
Hi ha dues formes topològiques amb polígons regulars formant les cares: la piràmide de base quadrada i el prisma triangular. També se'n poden construir variants geomètriques amb cares irregulars.
| Name                      | Imatge                    | Vèrtex | Arestes | Cares | Cares segons tipus     |
| ------------------------- | ------------------------- | ------ | ------- | ----- | ---------------------- |
| piràmide de base quadrada | Piràmide de base quadrada | 5      | 8       | 5     | 4 triangles 1 quadrat  |
| prisma triangular         | prisma triangular         | 6      | 9       | 5     | 2 triangles 3 quadrats |

## Hosoedre
Existeix una tercera figura polièdrica topològica de 5 cares, degenerada com a políedre: existeix com una tessel·lació esfèrica de cares digonals, anomenada hosoedre pentagonal, amb un símbol de Schläfli {2,5}. Té 2 vèrtexs (punts antipodals), 5 arestes i 5 cares digonals.